# Leanda Hendricks
Leanda Hendricks, född 3 maj 1963, är en sydafrikansk bågskytt. Hon deltog vid olympiska sommarspelen 1996.